# Faustus Korneliusz Sulla Feliks
Faustus Cornelius Sulla Felix (ur. 22 n.e., zm. 62 n.e.) – przedstawiciel dynastii julijsko-klaudyjskiej, potomek dyktatora Sulli. Prawnuk Marka Antoniusza i Oktawii, siostry cesarza Augusta. Brat przyrodni, po tej samej matce, cesarzowej Messaliny.

## Wywód przodków
| 4. Lucjusz Korneliusz Sulla Feliks |  |                                    |  |  |                                    |
|                                    |  | 2. Faustus Korneliusz Sulla Feliks |  |  |                                    |
| 5. N.N.                            |  |                                    |  |  |                                    |
|                                    |  |                                    |  |  | 1. Faustus Korneliusz Sulla Feliks |
| 6. Lucjusz Domicjusz Ahenobarbus   |  |                                    |  |  |                                    |
|                                    |  | 3. Domicja Lepida                  |  |  |                                    |
| 7. Antonia Starsza                 |  |                                    |  |  |                                    |
|                                    |  |                                    |  |  |                                    |

W 47 n.e. jego kuzyn, cesarz Klaudiusz, zaaranżował ślub Faustusa ze swoją córką Klaudią Antonią. Mieli jednego syna, który zmarł przed ukończeniem drugiego roku życia. Faustus Sulla był konsulem w 52 n.e. W 58 były niewolnik pałacowy fałszywie oskarżył go o spiskowanie przeciwko cesarzowi Neronowi. Faustus został uznany przez Nerona za winnego, wygnany i uwięziony w Massilii (dzisiejszej Marsylii). W 62 n.e. Ofoniusz Tygellinus, minister i faworyt Nerona, wysłał siepaczy, którzy zamordowali Sullę w czasie obiadu i ucięli mu głowę. Głowę wysłano do Rzymu, do pałacu. Neron, który nie lubił i obawiał się Sulli, naśmiewał się z jego głowy. Według Tacyta Sulla miał bojaźliwy, podły charakter i był niezdolny do spiskowania przeciw Neronowi.